# Tulbinger Kogel
Tulbinger Kogel är ett berg i Österrike.   Det ligger i distriktet Tulln och förbundslandet Niederösterreich, i den nordöstra delen av landet, 18 km nordväst om huvudstaden Wien. Toppen på Tulbinger Kogel är 494 meter över havet, eller 112 meter över den omgivande terrängen. Bredden vid basen är 8,3 km.
Terrängen runt Tulbinger Kogel är kuperad åt sydost, men åt nordväst är den platt. Runt Tulbinger Kogel är det mycket tätbefolkat, med 3 494 invånare per kvadratkilometer.. Närmaste större samhälle är Wien, 18,4 km sydost om Tulbinger Kogel. 
I omgivningarna runt Tulbinger Kogel växer i huvudsak blandskog.